# 마르가리타 가스파랸

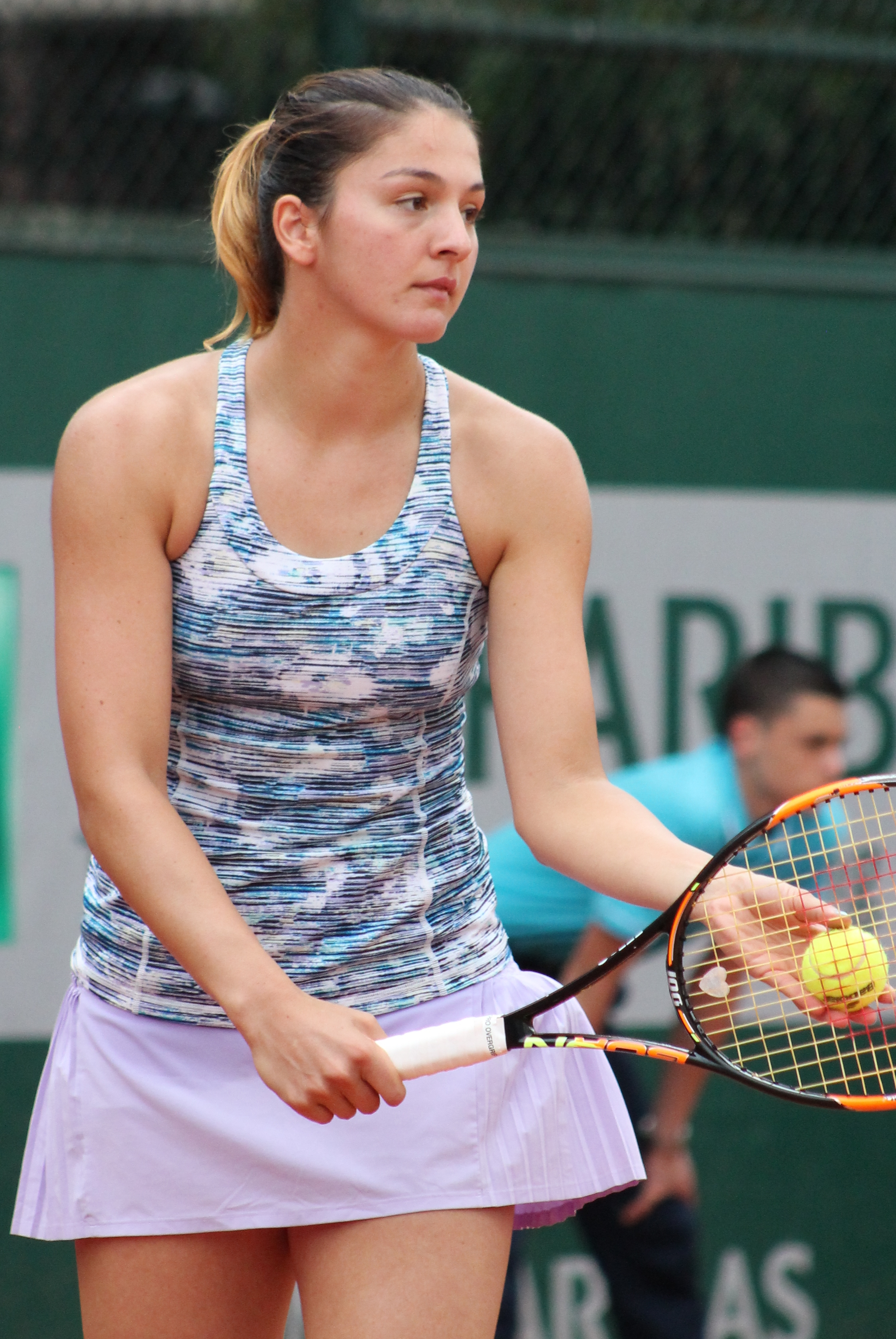
2016년 프랑스 오픈에서

마르가리타 멜리코브나 가스파랸(러시아어: Маргари́та Ме́ликовна Гаспаря́н, 1994년 9월 1일 ~ )은 러시아의 프로 테니스 선수이다. 2016년에 세계 랭킹 싱글 41위, 더블 25위에 올랐다. 모스크바에서 아르메니아인 아버지와 러시아인 어머니 사이에서 태어났다.